# Néoules
Néoules ist eine französische Gemeinde mit 2.956 Einwohnern (Stand 1. Januar 2022) im Département Var in der Region Provence-Alpes-Côte d’Azur.

## Geografie
Die Gemeinde Néoules liegt im Provence Verte genannten Zentrum des Départements Var am Fuß des Massif de la Verrerie und des Massif de Saint-Clément mit dem 704 m hohen Pilon de Saint-Clément. Gegenüber, auf der anderen Seite der von der Issole durchflossenen Ebene, erhebt sich im Norden die Montagne de la Loube. Das Gemeindegebiet gehört zum Regionalen Naturpark Sainte-Baume.
Der Fernwanderweg GR9 durchquert die Gemeinde.

## Geschichte
Überreste aus prähistorischer Zeit und der Antike belegen die Besiedelung des Gebietes von der Jungsteinzeit bis in die gallo-römische Epoche.
Die erste mittelalterliche Quelle, die die Ortschaft Novulas erwähnt, stammt aus dem Jahr 1036. Zweihundert Jahre später ist von Neoulis die Rede. Der Ort unterstand der Herrschaft der Grafen, später der Bischöfe von Marseille und schließlich der des Alard de Brignoles. Der ursprüngliche Ortskern La Bataillère lag ein wenig östlich des heutigen Zentrums. Etwa um 1520 wurde mit der Besiedelung des heutigen Ortes begonnen.

### Bevölkerungsentwicklung
| Jahr      | 1962 | 1968 | 1975 | 1982 | 1990 | 1999 | 2008 | 2017 |
| --------- | ---- | ---- | ---- | ---- | ---- | ---- | ---- | ---- |
| Einwohner | 304  | 439  | 372  | 619  | 1110 | 1617 | 2438 | 2712 |

Seit Mitte der 1970er Jahre erlebt Néoules ein rasantes Bevölkerungswachstum. Ein Migrationsgewinn von im Schnitt über 6 % jährlich ließ die Einwohnerzahl von weniger als 400 Bewohnern im Jahr 1975 auf mehr als den sechsfachen Wert im Jahr 2015 ansteigen.

## Kultur und Sehenswürdigkeiten
- Das ehemalige Schloss Casteù de Luen wurde 1570 mit vier Türmen errichtet, die der jüngsten Bauphase zum Opfer fielen.
- Am Ortseingang steht nahe einem Brunnen ein Turm, den ein aufgesetzter Glockenturm ziert. Zahlreiche weitere Brunnen sind im alten Ortszentrum zu finden. Im ehemaligen Ortszentrum La Bataillère sind Teile der Befestigungsmauer und eines Bergfrieds erhalten
- Die Pfarrkirche Saint-Jean-Baptiste entstand im 16. Jahrhundert und wurde im 17. Jahrhundert vergrößert.

## Wirtschaft
In der landwirtschaftlichen Produktion werden Wein, Getreide, Kiefern und aromatische Pflanzen angebaut. Die Qualitätsweine dürfen das Siegel AOC Coteaux Varois en Provence tragen.